# Det Konserveringsfaglige Videncenter (KViC)
Det Konserveringsfaglige Videncenter (KViC) blev oprettet i 2003, og udspringer af Konservatorskolens Bibliotek. I 2011 fusionerede Konservatorskolen med Kunstakademiets Arkitektskole og Danmarks Designskole, og KViC blev dermed en del af KADK Biblioteket. I august 2017 flyttede KViCs bogsamling til KADK Biblioteket på Holmen. 

## Historie
Konservatorskolens Bibliotek blev etableret i 1976, kort efter at Konservatorskolen var blevet oprettet i 1973. Efter at bogsamlingen havde været placeret i skiftende rumligheder i Konservatorskolens bygninger på Esplanaden nr. 34, blev biblioteket i 2003 flyttet til Det Classenske Bibliotek, Amaliegade 38. Samme år oprettedes KViC, (Det Konserveringsfaglige Videncenter). Videncenteret servicerer ud over dens egen samling også Nationalmuseets Bibliotek for konservering og restaurering. Den 2. Juni 2011 fusionerede Konservatorskolen med Kunstakademiets Arkitektskole og Danmarks Designskole, og KViC blev dermed en del af KADK Biblioteket. I august 2017 flyttede KViCs bogsamling til KADK Biblioteket på Holmen og bygningen i Amaliegade 38, hvori KViC havde til huse, blev opsagt. KViC ophørte dermed med at eksistere og blev til Konservatorskolens Bibliotek på Holmen.

## Services
KViC er åbent for alle og tilbyder serviceydelser til alle der arbejder professionelt med konservering på Konservatorskolen, museer, arkiver, værksteder m.m. 
KViCs samlinger dækker følgende områder:
- Konservering og restaurering af billedkunst, skulptur og muralmaleri
- Konservering og restaurering af grafik, bøger, fotografisk materiale og nyere databærende medier
- Konservering og restaurering af kulturhistoriske og naturhistoriske genstande
- Bygningsbevaring
- Analysemetoder
- Teknologihistorie
- Museologi

## Samlinger
Samlingerne består af ca. 7.000 bøger, ca. 150 konserveringsrelevante tidsskrifter, ca. 600 kongresberetninger, ca. 18.000 indekserede artikler

## Ledere af Konservatorskolens Bibliotek
- 1976-1977 Bette Miehe-Renard
- 1977-1984 Merete Bönsdorf
- 1984-2011 Lise Marie Kofod

## Eksterne kilder og henvisninger
- kadk.dk/biblioteket Arkiveret 4. marts 2016 hos  Wayback Machine
- Fuchs, Anneli; Salling, Emma: Kunstakademiet 1754-2004. Bd. I-III; Det Kongelige Akademi for de Skønne Kunster; København: Arkitektens Forlag; 2004.
- Meddelelser om konservering [0106-469X] Kofod, Lise år:2008 iss:2 s.:21 -24

55°40′53.4″N 12°36′19.0″Ø / 55.681500°N 12.605278°Ø